# Seehausen (Grasberg)
Seehausen (plattdeutsch Seehusen) ist ein Ortsteil der Gemeinde Grasberg im niedersächsischen Landkreis Osterholz. Der Ort liegt nördlich des Kernortes Grasberg. Südlich verläuft die Landesstraße L 133.

## Geschichte
Der Ort wurde 1790 im Rahmen der Moorkolonisierung des Teufelsmoores gegründet. Im Jahr 1910 lebten dort 249 Einwohner, 1939 waren es 186.

## Besondere Gebäude
- Die Hofanlage Seehauser Straße 43 von 1795/um 1850 in Fachwerk ist denkmalgeschützt.